# Andrej Lukošík
Andrej Lukošík (Levoča, 5 de outubro de 1947) é um ex-handebolista checoslovaco, medalhista olímpico.
Em Olimpíadas, ele marcou 1 gol em quatro partidas.

## Títulos
- Jogos Olímpicos:
  - Prata: 1972